# Lijst van oorlogsmonumenten in Renswoude
De Nederlandse gemeente Renswoude heeft 2 oorlogsmonumenten. Hieronder een overzicht.
| Nr.  | Object           | Herdachte groep                        | Ontwerper                                          | Onthulling   | Type      | Locatie                      | Plaats    | Coördinaten                  | Foto             |
| ---- | ---------------- | -------------------------------------- | -------------------------------------------------- | ------------ | --------- | ---------------------------- | --------- | ---------------------------- | ---------------- |
| 1947 | Verzetsmonument  | verzet Nederland                       | Ir. A.H. Nes (ontwerp), Firma Leeuwis (uitvoering) | 5 mei 1946   | zuil      | Dorpsstraat 120-124, 3927 BA | Renswoude | 52° 4' 29" NB, 5° 32' 16" OL | Verzetsmonument  |
| 3118 | Verzetskruis     | verzet Nederland, vervolgden Nederland |                                                    |              | plaquette | Groeperkade                  | Renswoude | 52° 4' 31" NB, 5° 31' 23" OL | Verzetskruis     |
| 3805 | Halifax-monument | Geallieerde militairen                 |                                                    | 22 juni 2013 | plaquette | Kerkstraat 36                | Renswoude | 52° 4' 5" NB, 5° 32' 13" OL  | Halifax-monument |

Amersfoort ·
Baarn ·
Bunnik ·
Bunschoten ·
De Bilt ·
De Ronde Venen ·
Eemnes ·
Houten ·
IJsselstein ·
Leusden ·
Lopik ·
Montfoort ·
Nieuwegein ·
Oudewater ·
Renswoude ·
Rhenen ·
Soest ·
Stichtse Vecht ·
Utrecht ·
Utrechtse Heuvelrug ·
Veenendaal ·
Vijfheerenlanden ·
Wijk bij Duurstede ·
Woerden ·
Woudenberg ·
Zeist